# Seme

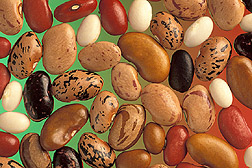
Semi di fagiolo

Il seme è l'organo di diffusione delle spermatofite a cui è affidata la disseminazione delle piante. 
Deriva dalla trasformazione di un dato ovulo successivamente alla fecondazione. In genere si sviluppa sulla pianta madre e se ne distacca dopo la maturazione. I semi sono solitamente parti vegetali povere d'acqua (i semi di senape il 7%, i semi di ricino il 5%), caratteristica che ne garantisce la lunga conservabilità.

## Morfologia
Schematicamente, in un seme si distinguono tre parti: l'embrione, il tessuto nutritivo o parenchima, e i tegumenti, che circondano e proteggono il tutto.
- L'embrione riproduce la struttura della futura pianta adulta; in esso sono riconoscibili un abbozzo del futuro fusto, uno della radice e una o più foglie embrionali o più cotiledoni
- Il tessuto nutritivo è rappresentato dall'endosperma o albume, cellularizzato o meno, carico di sostanze di riserva. Contiene glucidi, lipidi e proteine, in proporzioni variabili a seconda delle specie. A maturità, nei semi delle dicotiledoni tali sostanze sono accumulate nelle foglie cotiledonari, che si ingrossano fino a sostituire l'endosperma. Nel complesso, le sostanze di riserva sono di varia natura: nei cereali, come frumento e mais, prevalgono i glucidi (circa il 75% della sostanza fresca); in legumi, quali il fagiolo, sono prevalenti le proteine (sino al 40%), mentre i lipidi prevalgono nei semi di arachide e di colza (circa il 40%).
Esso deriva dall'endosperma triploide nelle angiosperme o dall'accrescimento del gametofito femminile dell'ovulo nelle gimnosperme.
- I tegumenti, che prendono il nome di "testa" (sostantivo maschile), proteggono le parti vitali del seme dall'azione immediata degli agenti esterni e garantiscono ad esso una fase di dormienza prima della germinazione, affinché questa avvenga nelle condizioni ambientali più favorevoli.

## Dall'impollinazione alla germinazione
La fecondazione, l'evento gamico alla base della riproduzione dei vegetali, si svolge per fusione di due gametofiti a seguito dell'impollinazione:
- il gametofito maschile delle Angiosperme è detto granulo pollinico trinucleato perché è formato da un nucleo del tubetto pollinico e due nuclei spermatici. Si tratta di un organismo aploide, trinucleato nelle Angiosperme, tetranucleato nelle Gimnosperme, in cui i due nuclei spermatici saranno coinvolti direttamente nella fecondazione, il terzo (vegetativo) soprassiede alla crescita del tubetto germinativo;
- il gametofito femminile è il sacco embrionale contenuto all'interno dell'ovulo di un carpello. Anche questo è un organismo aploide, composto da otto nuclei, di cui solo tre parteciperanno direttamente alla formazione del seme: la cellula uovo e due nuclei polari.

Il granulo pollinico e l'ovulo coinvolti nella fecondazione possono appartenere allo stesso fiore, a fiori distinti della stessa pianta o, infine, a fiori di piante distinte. Con l'impollinazione, il granulo pollinico, proveniente da un'antera, si deposita sullo stigma dell'ovario. Il granulo germina generando un tubetto che percorre tutto lo stilo fino a raggiungere l'ovulo e penetra nel sacco embrionale attraverso l'apertura detta "micropilo".
Una volta avvenuto il contatto fra i due gametofiti si verifica l'evento gamico vero e proprio che, nel caso dei vegetali, si svolge con una doppia fecondazione: uno dei due nuclei spermatici feconda la cellula uovo, generando lo sporofito, ossia lo zigote propriamente detto; l'altro nucleo spermatico si fonde con i due nuclei polari del sacco embrionale generando la prima cellula di un tessuto nutritivo detto endosperma, a corredo cromosomico triploide. Gli eventi mitotici successivi porteranno alla formazione della nuova pianta che, allo stadio di seme, resta in uno stato di quiescenza più o meno lungo.
La quiescenza e la sopravvivenza del seme sono garantite dalla particolare conformazione e dal suo stato di estrema disidratazione (5-10% di acqua). Lo scopo biologico della quiescenza è quello di propagare la specie nel tempo e nello spazio permettendo la nascita delle nuove piante anche a grande distanza dalla pianta madre e in condizioni temporali e climatiche favorevoli.
All'interno del seme, la nuova pianta è rappresentata dall'embrione, una plantula contenente gli abbozzi dell'apparato radicale, dell'apice vegetativo e una o due foglie embrionali, dette cotiledoni. L'endosperma è un tessuto trofico nel quale vengono accumulate le sostanze nutritive necessarie per alimentare il nuovo sporofito nella fase eterotrofa. I cotiledoni possono assorbire le sostanze nutritive dell'endosperma e sostituirsi ad esso nella funzione di accumulo delle riserve o, in altre specie, rimanere molto sottili e svolgere una funzione di intermediazione trofica. Pur essendo parte dell'embrione, i cotiledoni sono strutture destinate a non durare e cesseranno la loro funzione quando, dopo l'emergenza, la piantina svilupperà le prime foglie vere.
A maturità il seme entra in una fase di quiescenza o dormienza durante la quale sono sospese tutte le funzioni vitali per essere ripristinate quando si verificano le condizioni favorevoli per la germinazione. Il mantenimento della potenziale vitalità è detto "germinabilità". Alcune specie sono in grado di mantenere la germinabilità anche per diversi anni, altre solo per un tempo brevissimo, dell'ordine di poche settimane. La durata della germinabilità varia inoltre anche da seme a seme nell'ambito di una stessa specie, ma in generale un consistente numero di semi perde la germinabilità dopo uno-due anni nella maggior parte delle specie: il significato biologico della dormienza dei semi è quello di far superare le condizioni ambientali critiche, in modo che il seme mantenga la germinabilità fino al sopraggiungere delle condizioni favorevoli allo sviluppo della piantina.
La durata della dormienza è regolata da fattori ambientali e da fattori endogeni, di natura ormonale. Questi ultimi sono basati su meccanismi biochimici che si attivano come risposta a stimoli ambientali al fine di garantire che il processo della germinazione si svolga nelle condizioni favorevoli o che sia mantenuta la preservazione della specie quando eventi sfavorevoli causano una decimazione. Ad esempio, i semi delle specie originarie delle zone temperate sono in grado di germinare solo dopo aver attraversato un periodo di freddo, in modo che la germinazione possa avvenire dopo che sia trascorsa la stagione invernale. Il fenomeno è sfruttato nel vivaismo con la tecnica della stratificazione: i semi destinati alla produzione di semenzali e portinnesti franchi vengono disposti in strati alternati con sabbia o altro substrato e mantenuti in condizioni ambientali standard di temperatura e umidità prima di inviarli alla semina.
Un caso particolare di dormienza è quella che si riscontra nei "semi duri", frequente ad esempio nelle Fabaceae. I semi duri, presenti in percentuali varie all'interno di una popolazione, sono quelli che prolungano la dormienza anche per diversi anni nonostante le condizioni ambientali siano favorevoli alla germinazione. La dormienza dei semi duri può essere interrotta sottoponendo il tegumento dei semi ad abrasioni meccaniche ("scarificatura") o a trattamento con agenti chimici o all'azione di alte temperature (scottatura in acqua bollente). La formazione di semi duri è un adattamento biologico finalizzato a mantenere nella popolazione una riserva in grado di ripristinare una popolazione a seguito di un evento disastroso, come ad esempio un incendio: l'incendio di un pascolo permette in genere una risposta più pronta da parte delle leguminose rispetto alle graminacee perché il passaggio del fuoco rivitalizza i semi duri. Il fenomeno è ben noto all'uomo fin dall'antichità: nelle regioni mediterranee i pastori usavano il debbio, praticato periodicamente ogni 4-5 anni, proprio come tecnica di miglioramento dei pascoli finalizzata a variare il rapporto di copertura a favore delle leguminose.
Attivati i meccanismi di risveglio, la germinazione ha inizio con la fase di imbibizione: il seme assorbe acqua in modo da portare il tenore idrico nelle cellule ai livelli compatibili con lo svolgimento dei processi fisiologici. In questa fase il seme aumenta di volume, mentre i tegumenti protettivi subiscono un disfacimento o una rottura nei punti di minore resistenza. Con la reidratazione, si attiva il metabolismo cellulare e la traslocazione delle sostanze nutritive dall'endosperma o dai cotiledoni verso l'asse embrionale e l'inizio dell'attività di accrescimento, che si manifesta con la fuoriuscita della plantula dai tegumenti.
Durante la fase di germinazione, la pianta si comporta come organismo eterotrofo, in quanto i fabbisogni nutritivi sono soddisfatti dalle riserve fornite dalla pianta madre e accumulate nell'endosperma o nei cotiledoni. Questa fase cesserà quando la pianta, emersa in superficie, avrà sviluppato un apparato fotosintetizzante sufficiente a garantire il passaggio dall'eterotrofia all'autotrofia. In generale, il primo organo a fuoriuscire è la radichetta embrionale, seguita dall'asse caulinare. L'accrescimento di quest'ultimo, in fase di germinazione, avviene con manifestazioni differenti secondo la specie: in alcune specie, ad esempio le graminacee, ad accrescersi è l'asse epicotile, ovvero la parte dell'asse caulinare successiva ai cotiledoni, in altre specie, ad esempio le leguminose, ad accrescersi è l'asse ipocotile, ovvero quello disposto fra la radichetta e i cotiledoni. Nel primo caso i tegumenti e i cotiledoni (o il cotiledone) restano interrati e ad emergere sono solo gli organi di neoformazione. Nel secondo caso i tegumenti e i cotiledoni vengono portati in superficie e gli stessi cotiledoni svolgono inizialmente la funzione fotosintetizzante.
La germinazione vera e propria termina con l'emergenza, fase in cui la pianta, pur attingendo alle riserve residue, acquista la capacità di fotosintetizzare. La durata dell'intera fase dipende, oltre che da fattori intrinseci alle specie, anche da fattori ambientali e, in particolare, dalle condizioni di temperatura e di umidità.

## Galleria d'immagini
| - Il seme della Lodoicea maldivica è il più grande del regno vegetale | - I semi della Ravenala madagascariensis sono avvolti da fibre di colore blu che attirano gli uccelli | - Semi di Ricinus communis sono stati trovati in tombe egiziane risalenti al 4000 a.C. | - Dai semi della Vitellaria paradoxa si estrae il burro di karité |